# Ferdinand Deppe
Ferdinand Deppe est un peintre, un naturaliste et un explorateur prussien, né en 1794 et mort en 1861.

## Biographie
Il est le jeune frère de Pierre Guillaume Deppe (de), comptable au sein du musée de zoologie de Berlin (l'actuel musée d'histoire naturelle de Berlin). Il travaille comme jardinier pour les jardins royaux. C'est le directeur du musée zoologique, Hinrich Lichtenstein (1780-1857), qui le recommande le jeune Deppe au comte von Sack (de), chambellan du roi de Prusse, qui apprenant l'ouverture du Mexique aux visiteurs étrangers, voulait y conduire une expédition. Deppe se forme alors à la préparation et à la conservation des oiseaux et des mammifères, technique où il excelle bientôt. Il étudie également la botanique, la zoologie et la géographie du continent américain, il apprend également le dessin et la peinture ainsi que l'anglais et l'espagnol. Le comte hésite pendant trois ans à entreprendre son voyage, c'est probablement sous la pression de Deppe qu'il finit par se décider. Les deux hommes, accompagnés par le domestique du comte, arrivent à Londres le 23 août 1824. Deppe visite le British Museum et juge la partie zoologique inférieure au muséum de Berlin, ainsi que l'exposition de William Bullock (v. 1773-1849) et la boutique de Benjamin Leadbeater (1760-1837) où il peut observer ses premiers oiseaux mexicains.
La petite troupe quitte l'Angleterre le 8 octobre à bord d'un bateau à destination de la Barbade. Il arrive à Alvarado, Veracruz, à la mi-décembre 1824. Peu de temps après, le valet du comte meurt de la fièvre jaune. À partir de ce moment, la correspondance et le journal de Deppe ne font plus aucune mention du comte qui quitte le pays à l'automne 1825 et meurt à Berlin trois ans plus tard. Deppe accompli alors seul un voyage à travers le Mexique de près de trois ans, rejoint durant la dernière partie de son périple par le fils de William Bullock. Deppe réalise les premières récoltes scientifiques d'oiseaux du Mexique et rassemble une collection de 958 peaux représentant 315 espèces ainsi que de très nombreux spécimens de reptiles, d'amphibiens, de poissons, de mollusques et des milliers d'insectes, sans compter de très nombreux végétaux. Tous ses spécimens sont acquis par le muséum de Berlin.
Mais, n'ayant aucun espoir d'obtenir un poste dans l'une des institutions scientifiques de Berlin, Deppe décide de revenir au Mexique, en compagnie de son ami et botaniste Christian Julius Wilhelm Schiede (1798-1836). Ils espèrent pouvoir vivre de la vente des spécimens à des muséums ou des commerçants d'histoire naturelle. Ils s'installent en juillet 1828 à Xalapa et réalisent de nombreuses expéditions dans le voisinage. Mais bientôt les deux hommes doivent déchanter, H. Lichtenstein ne peut acquérir à des prix raisonnables le matériel rassemblé. Même avec leurs autres clients comme des muséums de Berlin ou de Vienne, ils se retrouvent au bord de la banqueroute. Wilhelm Deppe fait alors paraître à Berlin des petites annonces où il met en vente des spécimens d'histoire naturelle provenant du Mexique. Mais rien n'y fait, Deppe et Schiede doivent abandonner leurs entreprises. Deppe travaille alors pour des commerçants d'Acapulco et de Monterey et voyage pour eux à travers le pays. Se retrouvant à nouveau dans la plus grande misère, il doit revenir en Allemagne en 1836 avec une riche collection non seulement du Mexique mais aussi de Californie et d'Hawaii. Mais il est à nouveau incapable de trouver le moindre emploi en relation avec ses compétences et il meurt dans la misère.
Ses spécimens ornithologiques ne sont pas décrits par Hinrich Lichtenstein, qui se contente souvent de leur donner un nom sans se soucier des sources étrangères. Ce sont d'autres scientifiques, visitant le muséum de Berlin, qui étudieront ces espèces : William Swainson (1789-1855), Johann Georg Wagler (1800-1832), Charles-Lucien Bonaparte (1803-1857), John Gould (1804-1881), Heinrich Gustav Reichenbach (1823-1889)[réf. nécessaire], Hermann Schlegel (1804-1884) et Philip Lutley Sclater (1829-1913). Mais c'est en définitive Jean Louis Cabanis (1816-1906) qui, succédant à H. Lichtenstein en 1857 assurera la plus grande part des déterminations.

## Source
- Erwin Stresemann (1954). Ferdinand Deppe's travels in Mexico, 1824-1829, The Condor, 56 : 86-92.